# Vrouwen met Vaart
Vrouwen met Vaart is een Belgisch Nederlandstalige tijdschrift uitgegeven door de KVLV.

## Historiek
Het tijdschrift verscheen voor het eerst in 1909 onder de titel De Boerin en had als ondertitel Maandschrift voor de Landelijke Huishoudster. Orgaan der Boerinnenkringen van Vlaamsch-België. In 1911 werd de ondertitel gewijzigd in Maandschrift van den Belgischen Boerinnenbond en in 1936 in Maandblad van den Belgischen Boerinnenbond. 
Vanaf 1949 verscheen het tijdschrift onder de titel Bij de Haard en vanaf 1987 als Eigen Aard. 
Sinds 2005 heet het blad Vrouwen met Vaart.